# 南機關
南機關（日语：南機関）是第二次世界大戰期間日本大本營在緬甸成立的特務機關，其成立目的是削弱英國對英屬緬甸的統治，阻止英美經由滇緬公路運輸物資支援中國的抗日戰爭。南機關成立於1941年2月，在機關長鈴木敬司大佐的領導下，支持緬甸從英國獨立出來，給予緬甸民族主義者三十志士軍事訓練與武器，支持其成立緬甸獨立義勇軍，該部隊成為後來緬甸國防軍的前身。

## 歷史
1940年5月铃木敬司大佐化名「南益世」，以《讀賣新聞》記者身份潜入仰光，在Judah Ezekiel街40號成立辦公室，稱為「南機關」，與缅甸獨立人士聯絡，準備迎接日军进攻缅甸。:1571940年8月翁山等人在德欽黨同志的金援下前往福建省廈門，尋求外國對緬甸獨立的軍事援助。11月翁山與铃木敬司在東京會面，雙方同意合作。1941年2月1日，南機關正式成立，直屬日本大本營。1941年3月翁山回到緬甸，招募到的30人稱為三十志士，南機關將他們送到日本佔領的海南島三亞接受軍事訓練。太平洋戰爭爆發後，緬甸獨立義勇軍於12月28日在泰國曼谷正式成立，三十志士是其核心人物。1942年3月，日軍攻陷仰光，但是南方軍並不支持南機關讓緬甸獨立的主張，不讓三十志士插手。南方軍支持原與英國殖民政府合作的巴莫，於6月在緬甸成立傀儡政府，人數已達三萬人的緬甸獨立義勇軍改組為約三千人的緬甸國防軍。南機關解散，铃木敬司被調回東京，軍隊指揮權交給翁山，成員一些留在緬甸國防軍（例如野田毅中尉），一些調到其他地方。:19-21,157:91-92

## 成員
南機關成立時對外使用「南方企業調査會」的名義加以掩護，其主要成員包括：:81-82
- 陸軍 - 鈴木敬司大佐（機關長）、川島威伸（日语：川島威伸）大尉、加久保尚身大尉、野田毅中尉（曾參與南京大屠殺「百人斬」比賽）、高橋八郎中尉、山本政義中尉（川島大尉、加久保大尉、山本中尉出身陸軍中野学校）
- 海軍 - 兒島齊志大佐、日高震作中佐、永山俊三少佐
- 民間 - 國分正三、樋口猛（陸軍中野學校出身）、杉井満、水谷伊那雄

## 戰後影響
由於南機關援助的三十志士包括了緬甸獨立後的軍政要人如國父翁山及奈温（後任總理及總統）等人，南機關成為日緬友好關係的象徵之一。1981年1月4日，尼溫總統在緬甸獨立33週年時，將翁山勳章授與鈴木敬司的遺孀以及南機關尚在人世的六人，感謝他們對於緬甸獨立的貢獻。:38

## 相關著作
英文著作有緬甸國防軍出版的A History of the Minami Organ (outline) : (Minami Kikan Gaishi)（《南機關概史》）；鈴木敬司的部下泉谷达郎關於南機關的回憶錄英譯為The Minami Organ（《南機關》）。三十志士中最早的成員之一巴莫的回憶錄中也提到南機關。日文著作則有泉谷达郎著《缅甸独立秘史——它的名字是南謀略機關》、三十志士成員之一波敏冈著《昂山將軍和三十人的志士：緬甸獨立義勇軍和日本》等。